# نوتئوسوکوس

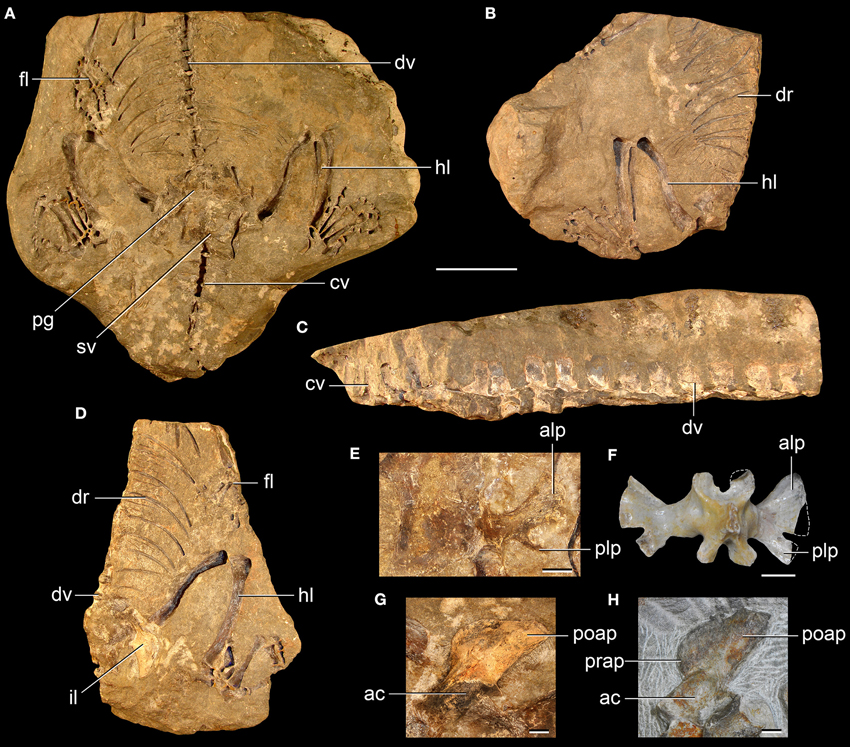
ناپگاه‌سوسمار

نوتئوسوکوس (نام علمی: Noteosuchus) نام یک سرده از راسته رینکوسور است.